# Vierkirchen (Bavière)
Pour les articles homonymes, voir Vierkirchen.
Vierkirchen est une commune de Bavière (Allemagne), située dans l'arrondissement de Dachau, dans le district de Haute-Bavière.